# Xã Round Prairie, Quận Todd, Minnesota
Xã Round Prairie (tiếng Anh: Round Prairie Township) là một xã thuộc quận Todd, tiểu bang Minnesota, Hoa Kỳ. Năm 2010, dân số của xã này là 706 người.